# Herr Jesu Christ, du höchstes Gut, BWV 113

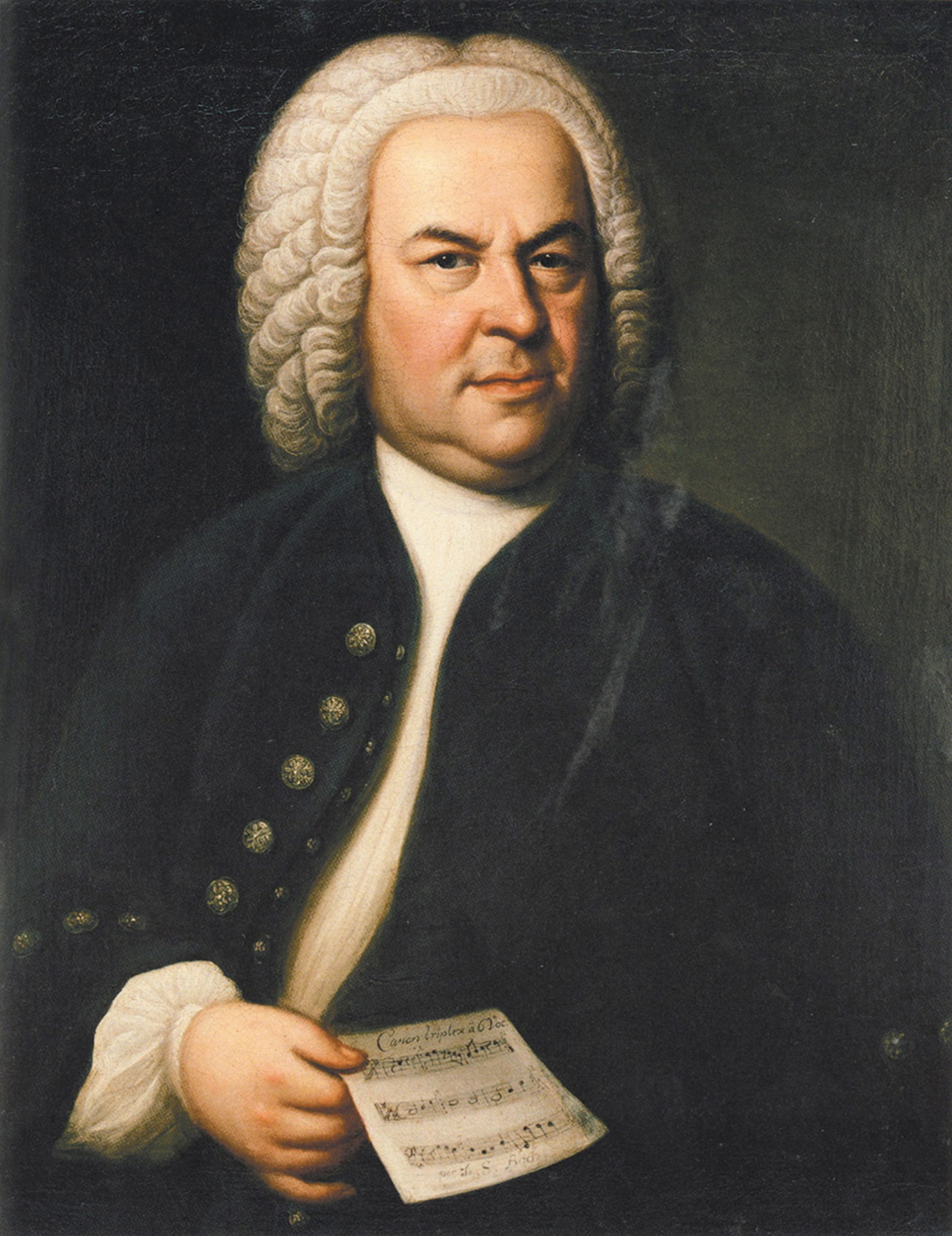
Johann Sebastian Bach, compositor de la cantata.

Herr Jesu Christ, du höchstes Gut, BWV 113  (en español, Señor Jesucristo, oh bien supremo) es una cantata de iglesia compuesta por Johann Sebastian Bach en Leipzig para el undécimo domingo después de la Trinidad y la interpretó por primera vez el 20 de agosto de 1724. La cantata coral se basa en el himno «Herr Jesu Christ, du höchstes Gut» (1588) de Bartholomäus Ringwaldt.

## Historia y texto

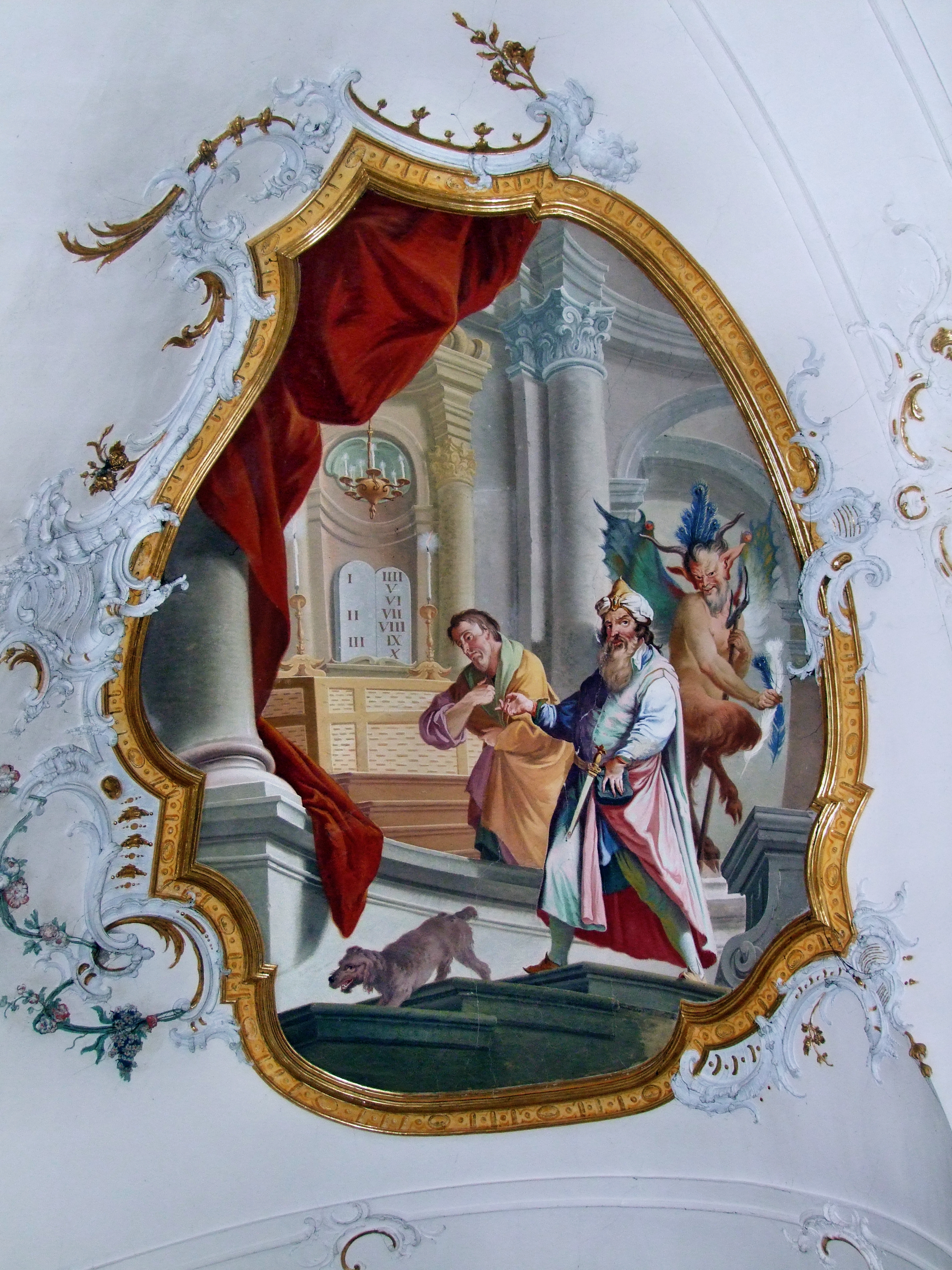
El texto de la cantata se basa en parte en la Parábola del fariseo y el publicano.

Bach compuso la cantata en Leipzig para el undécimo domingo después de la Trinidad como parte de su segundo ciclo de cantatas y la interpretó por primera vez el 20 de agosto de 1724. Las lecturas prescritas para el domingo eran de la Primera epístola a los corintios, sobre el evangelio de Cristo y su deber (de Pablo) como apóstol (1 Corintios 15:1-10), y del Evangelio de Lucas, la Parábola del fariseo y el publicano (Lucas 18:9-14).
El texto de la cantata se basa en las ocho estancias del himno de Bartholomäus Ringwaldt de 1588, una canción de penitencia relacionada con la oración del publicano, «Herr, sei mir armem Sünder gnädig» (Dios, sé propicio a mí, pecador). La melodía también se atribuye a Ringwaldt. Un poeta desconocido mantuvo las palabras sin cambios en los movimientos primero, segundo, cuarto y octavo, pero insertó el recitativo en el cuarto movimiento. Transcribió las ideas de las estancias restantes a arias y un recitativo, conservando el comienzo de las estrofas tercera y séptima. Trató las estrofas quinta y sexta con mayor libertad, incluyendo ideas de la epístola como la promesa de misericordia, que sólo se pide, no se promete, en la coral. Se refiere a varios versículos de diferentes evangelios para subrayar ese pensamiento, Lucas 15:2 tanto en el quinto como en el sexto, Mateo 9:2 (paralelo a Lucas 7:48) en el quinto, y Mateo 11:28 en el sexto, parafraseado como «Er ruft: Kommt her zu mir, die ihr mühselig und beladen» (Él llama: ven aquí a Mí, que estás cansado y agobiado). El último verso también aparece en El Mesías de Georg Friedrich Händel, convertido en tercera persona: «Come unto Him, all ye that labour» (Venid a él, todos los que trabajáis), en la sección de soprano de «He shall feed His flock like a shepherd» (Él apacentará su rebaño como un pastor).

## Partitura y estructura
La cantata consta de ocho movimientos y es para cuatro solistas vocales (soprano, alto, tenor y bajo), un coro de cuatro partes y un conjunto instrumental barroco de dos oboes de amor, flauta travesera, dos violines, viola y bajo continuo.
1. Coro: Herr Jesu Christ, du höchstes Gut
2. Coral (alto): Erbarm dich mein in solcher Last
3. Aria (bajo): Fürwahr, wenn mir das kömmet ein
4. Recitativo + Coral (bajo): Jedoch dein heilsam Wort, das macht
5. Aria (tenor): Jesus nimmt die Sünder an
6. Recitativo (tenor): Der Heiland nimmt die Sünder an
7. Aria (soprano, alto): Ach Herr, mein Gott, vergib mirs doch
8. Coral : Stärk mich mit deinem Freudengeist

## Música
El coro de apertura es una fantasía coral en si menor con el cantus firmus en la soprano, las voces más bajas en homofonía que contrastan con una melodía embellecida en la soprano. Los versos de la coral están separados por un ritornello independiente de la orquesta. Su tema se deriva de la melodía coral. Un violín solo en figuración virtuosa suena en todo momento, mientras que los oboes y las otras cuerdas permanecen en silencio durante los pasajes vocales. El segundo movimiento trata la coral de la misma manera que algunos de los movimientos que Bach transcribió a las Corales Schübler, como un trío de alto, violines al unísono y bajo continuo. Aquí la melodía coral aparece sin adornos.
La primera aria va acompañada de los dos oboes de amor. El tema está relacionado con la melodía coral, pero cambió al modo mayor y en un tiempo oscilante de 12
8. La voz retoma el mismo tema y elabora la palabra «gewandelt» (cambiada) en una coloratura extendida. El musicólogo Boyd nota una similitud con el aria «Et in Spiritum sanctum» de la posterior Misa en si menor, BWV 232 de Bach, ambas son para el bajo, en tiempo compuesto, en la mayor y con dos oboes. La segunda aria, quinto movimiento, está acompañada por una flauta obbligato, como en las cantatas de las dos semanas anteriores, Was frag ich nach der Welt, BWV 94 y Nimm von uns, Herr, du treuer Gott, BWV 101. El recitativo, sexto movimiento, se acompaña de las cuerdas, después de cuatro movimientos sin ellas. Entran en el segundo compás con las palabras «wie lieblich klingt das Wort in meinem Ohren!» (¡Qué dulcemente suena esta palabra en mis oídos!), llamado «momento mágico» por Craig Smith. El recitativo culmina con la oración del recaudador de impuestos. La última aria está configurada a dos voces y bajo continuo, concentrada en las palabras sin ritornellos como un concierto coral del siglo XVII. La melodía coral en forma embellecida aparece en varias líneas, incluso en palabras distintas del texto original. La estancia final consta de cuatro partes.

## Grabaciones
- Die Bach Kantate Vol. 48, Helmuth Rilling, Gächinger Kantorei, Bach-Collegium Stuttgart, Arleen Augér, Gabriele Schreckenbach, Adalbert Kraus, Niklaus Tüller, Hänssler 1973
- J. S. Bach: Das Kantatenwerk – Sacred Cantatas Vol. 6, Gustav Leonhardt, Knabenchor Hannover, Collegium Vocale Gent, Leonhardt-Consort, soloist of the Knabenchor Hannover, René Jacobs, Kurt Equiluz, Max van Egmond, Teldec 1981
- Bach Edition Vol. 4 – Cantatas Vol. 1, conductor Pieter Jan Leusink, Holland Boys Choir, Netherlands Bach Collegium, Ruth Holton, Sytse Buwalda, Knut Schoch, Bas Ramselaar, Brilliant Classics 1999
- J. S. Bach: Complete Cantatas Vol. 11, Ton Koopman, Amsterdam Baroque Orchestra & Choir, Sibylla Rubens, Annette Markert, Christoph Prégardien, Klaus Mertens, Antoine Marchand 1999
- J. S. Bach: Trinity Cantatas II, John Eliot Gardiner, Monteverdi Choir, English Baroque Soloists, Magdalena Kožená, William Towers, Mark Padmore, Stephan Loges, Soli Deo Gloria 2000
- J. S. Bach: Cantatas Vol. 24 – Cantatas from Leipzig 1724, Masaaki Suzuki, Bach Collegium Japan, Yukari Nonoshita, Robin Blaze, Gerd Türk, Peter Kooy, BIS 2002